# Wiener Studien zur Tibetologie und Buddhismuskunde
Wiener Studien zur Tibetologie und Buddhismuskunde (WSTB) ist eine wissenschaftliche Buchreihe zur Tibetologie und Buddhismuskunde, die seit 1977 in Wien erscheint. Herausgegeben wird sie vom  Arbeitskreis für Tibetische und Buddhistische Studien, Universität Wien. Die Reihe umfasst derzeit bereits 93 Bände (Stand: 27. August 2018). Verschiedene ihrer Bände sind frei online zugänglich.

## Liste der Titel
1. Ernst Steinkellner: "Verse-Index of Dharmakīrti's Works". (Tibetanische Versionen). 1977.
2. Lobsang Dargyay: "Die Legende von den Sieben Prinzessinnen (Saptakumārikā Avadāna)". In der poetischen Fassung von Guhyadatta/Gopadatta aufgrund der tibetischen Übersetzung herausgegeben, übersetzt u. bearbeitet. 1978.
3. Piotr Klafkowski: "The Secret Deliverance of the Sixth Dalai Lama, as narrated by Dharmatāla". Ed. from the Hor Chos-'byuṅ and translated into English, with an introduction and comments. 1979.
4. Gudrun Bühnemann: "Der Allwissende Buddha. Ein Beweis und seine Probleme. Ratnakīrti's Sarvajñasiddhi". 1980.
5. Helmut Tauscher: "Candrakīrti – Madhyamakāvatāraḥ und Madhyamakāvatārabhāṣyam (Kapitel VI, Vers 166–226)". 1981.
6. Lobsang Dargyay: "Guṅ thaṅ dKon mchog bsTan pa'i sgron me'i rNam thar mdor bsdus bzhugs. A Concise Biography of Guṅ thaṅ dKon mchog bsTan pa'i sgron me". 1981.
7. Ernst Steinkellner: (Hrsg.): "Guṅ thaṅ dKon mchog bsTan pa'i sgron me'i rNam thar sgo gsum gyi rnam bzhag pa Legs bshad rgya mtsho'i rba rlabs". 1981.
8. Gudrun Bühnemann: "Jitāri: Kleine Texte" Description of a manuscript from the Bihar Research Society with 10 small texts of Jitāri, and the edition of the following texts in Sanskrit: Vedāprāmāṇyasiddhi, Sarvajñasiddhi, Nairātmyasiddhi, Jātinirākṛti, *Īśvaravādimataparīkṣā. 1982.
9. Josef Kolmas "Ferdinand Stoliczka (1839–1874): The Life and Work of the Czech Explorer in India and High Asia". 1982.
10. Ernst Steinkellner und Helmut Tauscher (Hrsg.): "Contributions on Tibetan Language, History and Culture. Proceedings of the Csoma de Korös Symposium held at Velm-Vienna, Austria 13–19 September1981" Bd. 1. 1983.
11. Ernst Steinkellner und Helmut Tauscher (Hrsg.): "Contributions on Tibetan and Buddhist Religion and Philosophy. Proceedings of the Csoma de Korös Symposium held at Velm-Vienna, Austria, 13–19 September 1981" Bd. 2. 1983.
12. Tilman Vetter "Der Buddha und seine Lehre in Dharmakīrtis Pramāṇavārttika. Der Abschnitt über den Buddha und die vier Edlen Wahrheiten im Pramāṇasiddhi-Kapitel" Eingeleitet, ediert und übersetzt. 1984.
13. András Róna-Tas: "Wiener Vorlesungen zur Sprach- und Kulturgeschichte Tibets". 1985.
14. Michael Aris: "Sources for the History of Bhutan". 1986.
15. Ernst Steinkellner: "Dharmottaras Paralokasiddhi. Nachweis der Wiedergeburt, zugleich eine Widerlegung materialistischer Thesen zur Natur der Geistigkeit". Tibetischer Text kritisch herausgegeben und übersetzt. 1986.
16. Per K. Sorensen: "Candrakīrti – Trisharaṇasaptati. The Septuagint on the Three Refuges" Edited, translated and annotated (1986).
17. David P. Jackson: "The Entrance Gate for the Wise (Section III). Sa-skya Paṇḍita on Indian and Tibetan Traditions of Pramāṇa and Philosophical Debate". 2 Bde. 1987.
18. Michael Torsten Much: "A Visit to Rāhula Sāṅkṛtyāyana's Collection of Negatives at the Bihar Research Society". Texts from the Buddhist Epistemological School. 1988.
19. András Róna-Tas: "Mongolisches Lesebuch. Lesestücke in Uigur-Mongolischer Schrift mit grammatikalischen Bemerkungen". 1988.
20. Victor Van Bijlert: "Epistemology and Spiritual Authority. The Development of Epistemology and Logic in the Old Nyāya and the Buddhist School of Epistemology with an Annotated Translation of Dharmakīrti's Pramāṇavārttika II (Pramāṇasiddhi) vv. 1–7". 1989.
21. Tom J.F. Tillemans und Derek D. Herforth: "Agents and Actions in Classical Tibetan. The Indigenous Gr IX.
22. David P. Jackson: "The Early Abbots of 'Phan-po Na-lendra: The Vicissitudes of a Great Tibetan Monastery in the 15th Century". 1989.
23. Tom J.F. Tillemans "Materials for the Study of Āryadeva, Dharmapāla and Candrakīrti. The Catuḥshataka of Āryadeva, Chapters XII and XIII, with the Commentaries of Dharmapāla and Candrakīrti: Introduction, Translation, Sanskrit, Tibetan and Chinese Texts, Notes". 2 Bände. 1990.
24. Per K. Sorensen: "Divinity Secularized. An Inquiry into the Nature and Form of the Songs Ascribed to the Sixth Dalai Lama". 1990.
25. Ernst Steinkellner (Hrsg.): "Tibetan History and Language. Studies Dedicated to Uray Géza on his Seventieth Birthday". 1991.
26. Shunzo Onoda: "Monastic Debate in Tibet. A Study on the History and Structures of bsDus grwa Logic". 1992.
27. Helmut Eimer: "Ein Jahrzehnt Studien zur Überlieferung des Tibetischen Kanjur". 1992.
28. Claus Oetke: "Bemerkungen zur buddhistischen Doktrin der Momentanheit des Seienden. Dharmakīrtis sattvānumānam". 1993.
29. Roy Andrew Miller: "Prolegomena to the First Two Tibetan Grammatical Treatises". 1993.
30. Takashi Iwata: "Prasaṅga und Prasaṅgaviparyaya bei Dharmakīrti und seinen Kommentatoren". 1993.
31. Gudrun Bühnemann: "*Sādhanashataka and *Sādhanashatapañcāshikā" Two Buddhist Sādhana Collections in Sanskrit Manuscript. 1994.
32. Claus Oetke: "Studies on the Doctrine of trairūpya". 1994.
33. Jonathan A. Silk: "The Heart Sūtra in Tibetan." A Critical Edition of the Two Recensions Contained in the Kanjur. 1994.
34. Jeffrey D. Schoening: "The Śālistamba Sūtra and its Indian Commentaries". 2 Bde. 1995.
35. Helmut Tauscher: "Die Lehre von den zwei Wirklichkeiten in Tsoṅ kha pas Madhyamaka-Werken". 1995.
36. Chizuko Yoshimizu: "Die Erkenntnislehre des Prāsaṅgika-Madhyamaka nach dem Tshig gsal stoṅ thun gyi tshad ma'i rnam bshad des 'Jam dbyaṅs bshad pa'i rdo rje". Einleitung, Textanalyse, Übersetzung. 1996.
37. Eli Franco: "Dharmakīrti on Compassion and Rebirth". 1997.
38. Birgit Kellner: "Nichts bleibt nichts." Die buddhistische Zurückweisung von Kumārilas abhāvapramāṇa. Übersetzung und Interpretation von Śāntarakṣitas Tattvasaṅgraha vv. 1647–1690 mit Kamalashīlas Tattvasaṅgrahapañjikā, sowie Ansätze und Arbeitshypothesen zur Geschichte negativer Erkenntnis in der Indischen Philosophie. 1997.
39. "The Brief Catalogues to the Narthang and the Lhasa Kanjurs. A Synoptic Edition of the bKa' 'gyur rin po che'i mtshan tho and the rGyal ba'i bka' 'gyur rin po che'i chos tshan so so'i mtshan byaṅ dkar chag bsdus pa." Compiled by the members of staff, Indo-Tibetan section of the Indologisches Seminar, Universität Bonn. Issued on the Occasion of Claus Vogel's sixty-fifth birthday, July 6. 1998.
40. K. Kollmar-Paulenz und J. S. Barlow:  "Otto Ottonovich Rosenberg and his Contribution to Buddhology in Russia". 1998.
41. Yuichi Kajiyama: "An Introduction to Buddhist Philosophy. An Annotated Translation of the Tarkabhāṣā of Mokṣākaragupta". Reprint of the original edition. Kyoto 1966, with corrections in the author's hand. 1998.
42. Helmut Tauscher: "Phya pa Chos gyi seṅ ge, dBu ma shar gsum gyi stoṅ thun". 1999.
43. Robert Kritzer: "Rebirth and Causation in the Yogācāra Abhidharma". 1999.
44. Helmut Eimer: "The Early Mustang Kanjur Catalogue". 1999.
45. Katia Buffetrille: "Pèlerins, lamas et visionnaires. Sources orales et écrites sur les pèlerinages tibétains". 2000.
46. Vincent Eltschinger: "Caste" et philosophie bouddhique. Continuité de quelques arguments bouddhiques contre le traitement réaliste des dénominations sociales" (2000)
47. Horst Lasic: "Jñanasrimitras Vyāpticarcā. Sanskrittext, Übersetzung, Analyse." 2000
48. Horst Lasic: "Ratnakīrtis Vyāptinirṇaya. Sanskrittext, Übersetzung, Analyse". 2000.
49. David Seyfort Ruegg: "Three Studies in the History of Indian and Tibetan Madhyamaka Philosophy". Studies in Indian and Tibetan Madhyamaka Thought Pt. 1. 2000.
50. Vincent Eltschinger: "Dharmakīrti sur les mantra et la perception du supra-sensible." 2001.
51. Rita Langer: "Das Bewusstsein als Träger des Lebens". Einige weniger beachtete Aspekte des viññāṇa im Pālikanon. 2001
52. Dragomir Dimitrov, Ulrike Roesler und Roland Steiner (Hrsg.): "Śikhisamuccayaḥ. Indian and Tibetan Studies (Collectanea Marpurgensia Indologica et Tibetologica)." 2002.
53. David Seyfort Ruegg: "Two Prolegomena to Madhyamaka Philosophy. Candrakīrti's Prasannapadā Madhyamakavṛttiḥ on Madhyamakakārikā. I.I and Tsoṅ kha pa Blo bzaṅ grags pa / rGyal tshab Dar ma rin chen's dKa' gnad/gnas brgyad kyi zin bris. Annotated Translations. Studies in Indian and Tibetan Madhyamaka Thought Pt. 2." 2002.
54. Pascale Hugon: "Le rTags kyi rnam gzhag rigs lam gsal ba'i sgron me de Glo bo mkhan chen bSod nams lhun grub". Un manuel tibétain d´introduction à la logique. Edition et traduction annotée. 200.
55. Samten Karmay: "The Diamond Isle: A Catalogue of Buddhist Writings in the Library of Ogyen Chöling, Bhutan". 2003.
56. Stephan Kloos: "Tibetan Medicine Among the Buddhist Dards of Ladakh". 2004.
57. Shoryu Katsura und Ernst Steinkellner (Hrsg.): "The Role of the Example (dṛṣṭānta) in Classical Indian Logic". 2004.
58. Ryusei Keira: "Mādhyamika and Epistemology" A Study of Kamalaśīla's Method for Proving the Voidness of all Dharmas. Introduction, Annotated Translations and Tibetan Texts of Selected Sections of the Second Chapter of the Madhyamakāloka. 2004.
59. Pascale Hugon: "mTshur ston gZhon nu seng ge, Tshad ma shes rab sgron ma". 2004.
60. Dram Dul: "´Jig rten mig gcig blo ldan shes rab kyi rnam thar. Biography of Blo ldan shes rab. The Unique Eye of the World by Gro luṅ pa Blo gros 'byuṅ gnas. The Xylograph Compared with a Bhutanese Manuscript". 2004. ISBN 3-902501-00-6
61. Taiken Kyuma: "Sein und Wirklichkeit in der Augenblicklichkeitslehre Jñānaśrimitras. Kṣaṇabhaṅgādhyāya I: Pakṣadharmatādhikāra. Sanskrittext und Übersetzung". 2005. ISBN 3-902501-01-4
62. Kurt Tropper: "Die Jātaka-Inschriften im skor lam chen mo des Klosters Zha lu" Einführung, textkritische Studie, Edition der Paneele 1–8 mit Sanskritparallelen und deutscher Übersetzung. 2005. ISBN 3-902501-02-2
63. Ulrich Timme Kragh: "Early Buddhist Theories of Action and Result" A Study of karmaphalasambandha. Candrakīrti's Prasannapadā, Verses 17.1–20. 2006. ISBN 978-3-902501-03-5; ISBN 3-902501-03-0
64. Helmut Eimer: "Buddhistische Begriffsreihen als Skizzen des Erlösungsweges" (2006). ISBN 978-3-902501-04-2; ISBN 3-902501-04-9
65. Konrad Klaus und Jens-Uwe Hartmann (Hrsg.): "Indica et Tibetica. Festschrift für Michael Hahn, zum 65. Geburtstag von Freunden und Schülern überreicht". 2007. ISBN 978-3-902501-05-9
66. Birgit Kellner: "Jñānaśrīmitra's Anupalabdhirahasya and Sarvaśabdābhāvacarcā. A Critical Edition with a Survey of his Anupalabdhi-Theory". 2007. ISBN 978-3-902501-06-6
67. Jowita Kramer: "A Noble Abbot from Mustang. Life and Works of Glo-bo mKhan-chen (1456–1532)". 2008. ISBN 978-3-902501-07-3
68. Pascale Hugon: "Trésors du raisonnement. Sa skya Paṇḍita et ses prédécesseurs tibétains sur les modes de fonctionnement de la pensée et le fondement de l'inférence" Édition et traduction annotée du quatrième chapitre et d'une section du dixième chapitre du Tshad ma rigs pa'i gter. 2008. ISBN 978-3-902501-08-0
69. Birgit Kellner, Helmut Krasser & Horst Lasic et als. (Hrsg.): "Pramāṇakīrtiḥ. Papers dedicated to Ernst Steinkellner on the occasion of his 70th birthday" 2 Bde. 2007. ISBN 978-3-902501-09-7
70. Deborah Klimburg-Salter, Junyan Liang & Helmut Tauscher et als. (Hrsg.): "The Cultural History of Western Tibet". Recent Research from the China Tibetology Research Center and the University of Vienna (2008). ISBN 978-7-80253-039-3
71. Helmut Tauscher: "Catalogue of the Gondhla Proto-Kanjur" (2008). ISBN 978-3-902501-10-3
72. Martin Delhey: "Samāhitā Bhūmiḥ " Das Kapitel über die meditative Versenkung im Grundteil der Yogācārabhūmi (2009). ISBN 978-3-902501-11-0
73. Karl Brunnhölzl: "Prajñāpāramitā, Indian “gzhan ston pas”, And the Beginning of Tibetan gzhan stong" (2011). ISBN 978-3-902501-12-7
74. Helmut Eimer "A Catalogue of the Kanjur Fragment from Bathang Kept in the Newark Museum" (2012). ISBN 978-3-902501-13-4
75. Theresia Hofer: "The Inheritance of Change" Transmission and Practice of Tibetan Medicine in Ngamring. 2012. ISBN 978-3-902501-14-1
76. Karen Weissenborn "Buchkunst aus Nālandā" Die Aṣṭasāhasrikā Prajñāpāramitā-Handschrift in der Royal Asiatic Society / London (Ms. Hodgson 1) und ihre Stellung in der Pāla-Buchmalerei des 11./12. Jahrhunderts (2012). ISBN 978-3-902501-15-8.
77. David Higgins: "The Philosophical Foundations of Classical rDzogs chen in Tibet" Investigating the Distinction Between Dualistic Mind (sems) and Primordial Knowing (ye shes). 2013. ISBN 978-3-902501-16-5
78. Daniel Malinowski Stuart: "Thinking About Cessation" The Pṛṣṭhapālasūtra of the Dīrghāgama in Context (2013). ISBN 978-3-902501-17-2
79. Leonard W.J. van der Kuijp and Arthur P. McKeown "bCom ldan Ral gri (1227–1305) on Indian Buddhist Logic and Epistemology" His Commentary on Dignāga's Pramāṇasamuccaya (2013). ISBN 978-3-902501-18-9
80. Johannes Schneider: "Eine buddhistische Kritik der indischen Götter" Śaṃkarasvāmins Devātiśayastotra mit Prajñāvarmans Kommentar (2014). ISBN 978-3-902501-19-6
81. Ernst Steinkellner: "The Edition of Śāntarakṣita’s Vādanyāyaṭīkā Collated with the Kundeling Manuscript" (2014). ISBN 978-3-902501-20-2
82. Helmut Eimer: "Sa skya Legs bshad". Die Strophen zur Lebensklugheit von Sa skya Paṇḍita Kun dga' rgyal mtshan (1182–1251). Nach vierzehn tibetischen Textzeugen herausgegeben. 2014. ISBN 978-3-902501-21-9
83. Changwan Park: "Vasubandhu, Śrīlāta, and the Sautrāntika Theory of Seeds". 2014. ISBN 978-3-902501-22-6
84. Kurt Tropper (Hrsg.): "Epigraphic Evidence in the Pre-modern Buddhist World". Proceedings of the Eponymous Conference Held in Vienna, 14–15 Oct. 2011. 2014. ISBN 978-3-902501-23-3
85. Markus Viehbeck: "Polemics in Indo-Tibetan Scholasticism". A Late 19th-Century Debate Between ’Ju Mi pham and Dpa’ ris rab gsal (2014). ISBN 978-3-902501-24-0
86. Martina Draszczyk: "Die Anwendung der Tathagātagarbha-Lehre in Kong spruls Anleitung zur gZhan stong-Sichtweise ". 2015. ISBN 978-3-902501-25-7
87. Erika Forte, Liang Junyan und Deborah Klimburg-Salter (Hrsg.): "Tibet in Dialogue with its Neighbours" History, Culture and Art of Central and Western Tibet, 8th to 15th century. 2015. ISBN 978-3-902501-26-4
88. Brandon Dotson und Agnieszka Helman-Ważny: "Codicology, Paleography, and Orthography of Early Tibetan Documents: Methods and a Case Study". 2016. ISBN 978-3-902501-27-1
89. David Higgins und Martina Draszczyk: "Mahāmudrā and the Middle Way" Post-classical Kagyü Discourses on Mind, Emptiness and Buddha-Nature. 2016. ISBN 978-3-902501-28-8
90. Kazuo Kano: "Buddha-Nature and Emptiness" rNgog Blo-ldan-shes-rab and A Transmission of the Ratnagotravibhāga from India to Tibet. 2016. ISBN 978-3-902501-29-5
91. Marlene Erschbamer: "The 'Ba'-ra-ba bKa'-brgyud-pa" Historical and Contemporary Studies. 2017. ISBN 978-3-902501-30-1
92. Oliver von Criegern, Gudrun Melzer und Johannes Schneider (Hrsg.): "Saddharmāmṛtam". Festschrift für Jens-Uwe Hartmann zum 65. Geburtstag. 2018. ISBN 978-3-902501-31-8